# خورخي دي مايو
خورخي دي مايو (بالإسبانية: Jorge Ariel De Maio)‏ هو لاعب كرة قدم أرجنتيني في مركز الدفاع، ولد في 7 سبتمبر 1982 في فلوريدا في الأرجنتين. لعب مع Club Atlético Colegiales (Argentina) ‏.

## وصلات خارجية
- خورخي دي مايو على موقع قاعدة بيانات كرة القدم.إي يو (الإنجليزية)
- خورخي دي مايو على موقع Soccerway.com (الإنجليزية)